# Satapuala
Satapuala ist eine Siedlung an der Nordwestküste von Upolu in Samoa. Das Dorf gehört zum Wahlbezirk A'ana Alofi III Electoral Constituency (Faipule District) im Distrikt (Itumalo) Aʻana.

## Geographie
Satapuala liegt zwischen Sina, dem Faleolo International Airport und Magia im Westen und Faleatiu im Osten an der Nordküste von Upolu. Die Hauptstadt Apia liegt etwa 40 Minuten entfernt im Westen. Wie viele Dörfer in Samoa ist das Siedlungsgebiet in zwei Sektionen aufgeteilt. Satapuala-I-Tai (tai = Küste) ist das Ende des Dorfes am Ufer der Lagune. Satapuala-I-Uta (uta = Inland) ist der größere Teil des Ortes. Die Dorfstraße endet im Inland. In Satapuala gibt es auch eine historische Lapita Site.
Es gibt eine schmale und schlecht gepflasterte Straße, die die beiden Enden von Satapuala-I-Uta verbindet, während die Straße in Satapuala-I-Tai ungepflastert ist. Die Hauptverkehrsstraße Upolu Highway ist von der zentralen Kreuzung, Magafa, aus erreichbar. Es gibt mehrere Schulen in Satapuala, unter anderem das District College Satapuala College. Viele Kinder vor Ort sowie auch Kinder aus weiter entfernten Orten wie Leulumoega oder Falelatai besuchen hier den Unterricht.
In einer Entfernung von zehn Minuten westlich des Dorfes liegt die Mulifanua Wharf, mit dem Inter-Island Ferry Terminal für überfahrten nach Savaiʻi. Weitere Schiffslinien nach Manono oder Apolima befinden sich bei Manono Uta and Apolima Uta westlich der Mulifanua Wharf.

## Wirtschaft
Es gibt eine große Kokos-Plantage, wo vor allem Samoan Brand Coconut Cream hergestellt wird. Im Ort gibt es einige kleine Läden und drei Billiard-Cafés. Es werden Pferde gehalten zur Bewirtschaftung der Felder, wo unter anderem Brotfruchtbaum angebaut wird. Trotz des dornigen Unkrauts vao fefe wird viel Gemüse angebaut.

## Geschichte
Der Ort wurde 1942 umgesiedelt um Platz für den Faleolo International Airport zu schaffen. Wie bei anderen Orten in Samoa, wurde das Land, welches sich in Gemeinschaftsbesitz befand, in der Zeit des Kolonialismus einfach umgewidmet. In der Zeit der Deutschen und neuseeländischen Kolonien wurde dieses Land in die Samoa Trust Estate Corporation (STEC, formerly WSTEC) eingebracht.
Customary Land untersteht seither der Regierung. Ein Teil des alten Areals wurde auch zur Anlage des Aggie Grey's Lagoon Resort verwendet, wo die Regierung eine Hauptbeteiligung hält. Dort wurde auch ein Golfplatz angelegt. Als die Regierung auch die Kokosplantage verkaufen wollte, unternahmen die Matai (Häuptlinge) von Satapuala rechtliche Schritte, damit die Regierung das Land zurückgibt.
Das Verfahren der Dorfgemeinschaft gegen die Regierung über eine Fläche von mehr als 2000 acres (8 km²) wurde vom High Chief To’alepaiali’i Toeolesulusulu Salesa III, dem späteren Parlamentarier für den Distrikt Aʻana angeführt. To'alepaiali'i war Kabinettminister in Samoa während der 1980er Jahre. Er starb während einer Reise nach Sydney im November 2008.
Schon Anfang des 20. Jahrhunderts hatte das Dorf erfolglos Prozesse gegen die Verwaltung der Neuseeländischen Kolonien geführt, die dort den Flugplatz errichtete.

### 2007 South Pacific Games
Zwei Wettkämpfe der Südpazifikspiele 2007 South Pacific Games, nämlich Segeln und Triathlon wurden in Satapuala wurden in Satapuala ausgetragen.
Viele Samoaner und Touristen machen einen Stopp in Satapuala, weil der Flughafen so nahe liegt.

## Kultur
Die traditionellen Evening Prayers (Abendgebete -'Sa') führen jeden Abend im Ort für eine ca. 30-minütige Sperrstunde. Sonntag wird heilig gehalten. Im Ort gibt es eine katholische Kirche Sagato Atonio und eine LDS Church.

## Sport
Volleyball, Cricket und Rugby sind die beliebtesten Sportarten. Der Sportplatz ‘malae’ des Dorfes liegt vor dem 'fale tele' (Versammlungshaus).